# Contea di Macon (Illinois)
La contea di Macon ( in inglese Macon County ) è una contea dello Stato dell'Illinois, negli Stati Uniti. La popolazione al censimento del 2000 era di 114 706 abitanti. Il capoluogo di contea è Decatur.